# Hogna reducta
Hogna reducta là một loài nhện trong họ Lycosidae.
Loài này thuộc chi Hogna. Hogna reducta được Elizabeth Bangs Bryant miêu tả năm 1942.